# 映像なら百景
『映像なら百景』（えいぞうならひゃっけい）は、奈良テレビ放送で放送されている紀行番組である。前後番組の穴埋め番組として随時放送している。

## 概要
奈良県内各地の観光名所・歴史イベントなどについて、貴重な映像ライブラリーを駆使して紹介する。放送枠は5分間。ハイビジョン対応。
特に決まった放送時間はなく、前後番組に間がある場合に穴埋めとして放送される。

## ワンセグでの放送
奈良テレビがワンセグ2サービスの「ならせぐ」を放送していた期間中には、「ならセグ」（S2、092ch）にて、毎日1時間枠・30分枠の中で約5～10回、ループして放送していた。更新頻度は毎週1回。

### 放送時間
原則毎日、以下の時間帯で放送していた（2014年4月時点）。
- 10:00 - 11:00（60分）
- 14:00 - 15:00（60分）
- 16:00 - 16:30（30分）
- 19:00 - 19:30（30分）
- 22:00 - 22:30（30分）
- 24:00 - 24:30（30分）

## ナレーター
- きしめん